# Фатаали (наиб)
Фатаали Аварский (авар. Магӏарулазул Патагӏали) — аварский вождь и военачальник, наиб имама Шамиля. Уроженец Хунзаха (Дагестан), потомок аварских ханов.

## Биография
Фатаали — сын Сурхай-хана Аварского, убитого вторым имамом Гамзат-беком, и таким образом внук Гебек-хана, брата Уммахана - хана Аварского. 
В 1834 году, когда были истреблены члены семьи Аварского хана и затем был убит и имам Гамзатбек, Фатаали находился вместе со своей бабкой в Хунзахе, и царское командование намеревалось объявить его, еще несовершеннолетнего, аварским ханом. Фатаали был увезен в Тифлис, однако мюридам удалось вызволить его. В последующие годы, как известно, аварским ханом был назначен Мухаммадмирза, хан из Газикумуха, а затем, после его смерти, — Ахмадхан из Мехтули. Фатаали упоминается в описании событий 1844 года, когда ”Хаджимурад приехал в Хунзах с 30-ю мюридами, в числе коих находился и сиухский Патаали — Сурхай-хан-оглы, и по приезде остановился в ханском доме.... В 1851 году Шамиль отстранил от наибства Хаджимурада и передал селения Сиух, Хариколо, Тануси и Гозолоколо наибу Фатаали. При военно-народном управлении Дагестана, он состоял в русской администрации в чине подпоручика милиции. В 1871 году Фатаали подал прошение о возврате ему тридцати аварских селений, принадлежавших 20 лет назад его отцу Сурхай-хану, и ему была назначена пенсия в 500 рублей в качестве компенсации за потерю доходов с родового владения.
В 1877 году Фатаали возглавил восставших аварцев, под главенством четвертого имама Дагестана - Мухаммеда-Хаджи, и погиб в сражении с царскими войсками под селением Кутиша в октябре 1877 года.

## Семья
Был женат на дочери наиба Хириясул Алибека Ханзадай. У Фатаали было 7 детей от первой жены, известные: сыновья Сурхай-хан, Мирзабек и дочери Умагьани, Салтанат и Аба, которые жили в Хунзахе, и 9 детей от второй жены, которые жили в Сиухе, одного из них звали Амирсултан. Его дети в Сиухе участвовали в восстании под предводительством пятого имама Дагестана —  Нажмудина Гоцинского.

## См. Также
- Кавказская война
- Восстание 1877 года в Чечне и Дагестане

## Примечание
1. 1 2 3 4  ПИСЬМО ШАМИЛЯ НАИБУ ФАТААЛИ. www.vostlit.info. Дата обращения: 9 января 2023. Архивировано 1 декабря 2022 года.